# Tennistoernooi van Rome 2009
Het tennistoernooi van Rome van 2009 werd van 25 april tot en met 9 mei 2009 gespeeld op de gravel-banen van het Foro Italico in de Italiaanse hoofdstad Rome. De officiële naam van het toernooi was Internazionali BNL d'Italia.
Het tennistoernooi van Rome trok 128.504 toeschouwers.
Het toernooi bestond uit twee delen:
- ATP-toernooi van Rome 2009, het toernooi voor de mannen, van 25 april tot en met 3 mei
- WTA-toernooi van Rome 2009, het toernooi voor de vrouwen, van 3 tot en met 9 mei

ATP-toernooi van Rome – WTA-toernooi van Rome

1990 · 1991 · 1992 · 1993 · 1994 · 1995 · 1996 · 1997 · 1998 · 1999 · 2000 · 2001 · 2002 · 2003 · 2004 · 2005 · 2006 · 2007 · 2008 · 2009 · 2010 · 2011 · 2012 · 2013 · 2014 · 2015 · 2016 · 2017 · 2018 · 2019 · 2020 · 2021 · 2022 · 2023 · 2024